# Tanganica (colonia)
La Tanganica británica (Tanganyika Territory en inglés) fue una colonia británica que existió entre 1919 y 1961. Antes del final de la Primera Guerra Mundial formó parte de la colonia alemana de África Oriental Alemana. Después de que la guerra hubiese estallado, los británicos invadieron el África Oriental Alemana, pero fueron incapaces de derrotar al ejército alemán. El líder alemán en el este de África, Paul Emil von Lettow-Vorbeck no se rindió hasta que el Imperio alemán se hubo derrumbado. Después de esto la Sociedad de Naciones dio el control del área al Reino Unido. El Reino Unido incluyó a Tanganica en el Mandato de la Sociedad de Naciones hasta el final de la Segunda Guerra Mundial después de lo cual se llevó a cabo como un territorio en fideicomiso.
En 1961 Tanganica Británica obtuvo su independencia del Reino Unido bajo el nombre de Tanganica a secas, un reino de la Mancomunidad. Se convirtió en una república un año después pero permaneció en la Mancomunidad Británica de Naciones. Tanganica es ahora, junto a Zanzíbar, parte del estado moderno de Tanzania.